# Roderick Abbott
Roderick Evelyn Abbott (* 16. April 1938 in London) ist ein britischer Diplomat. Er war von 2002 bis 2005 stellvertretender Generaldirektor der Welthandelsorganisation.

## Leben
Abbott wurde am 16. April 1938 in London geboren. Er machte 1962 einen Bachelorabschluss an der University of Oxford. Er begann danach am Board of Trade zu arbeiten. Abbott war Teil eines Ministertreffens in Tokio, was die Tokio-Runde vorbereitete. Während dieser Runde war er von 1975 bis 1979 stellvertretender Leiter der Vertretung der Europäischen Gemeinschaften.
Abbott war der Verhandlungsführer der Europäischen Gemeinschaften in der Uruguay-Runde von 1987 bis 1993. Er gilt als einer der zentralen Verhandlungsführer der 1. Ministerkonferenz der Welthandelsorganisation 1996 und auch der späteren in Seattle und Doha. Während dieser Zeit war er der Vertreter der Europäischen Gemeinschaften im OECD Trade Committee und von 1996 bis 2000 Botschafter der Gemeinschaften bei den internationalen Organisationen in Genf. Er wurde von Supachai Panitchpakdi für dessen dreijährige Amtszeit als Generaldirektor 2002 zum stellvertretenden Generaldirektor der Welthandelsorganisation ernannt. Seine Amtszeit begann am 1. Oktober 2002. Seine Amtszeit endete 2005.
Seit seiner Emeritierung war er unter anderem an der London School of Economics, dem European University Institute, dem World Trade Institute und der Eastern University tätig. Weiterhin war Abbott tätig für das European Centre for International Political Economy.